# Mammillaria spinosissima
Mammillaria spinosissima är en kaktusväxtart som beskrevs av Lem.. Mammillaria spinosissima ingår i släktet Mammillaria och familjen kaktusväxter.

## Underarter
Arten delas in i följande underarter:
- M. s. pilcayensis
- M. s. spinosissima
- M. s. tepoxtlana

## Bildgalleri

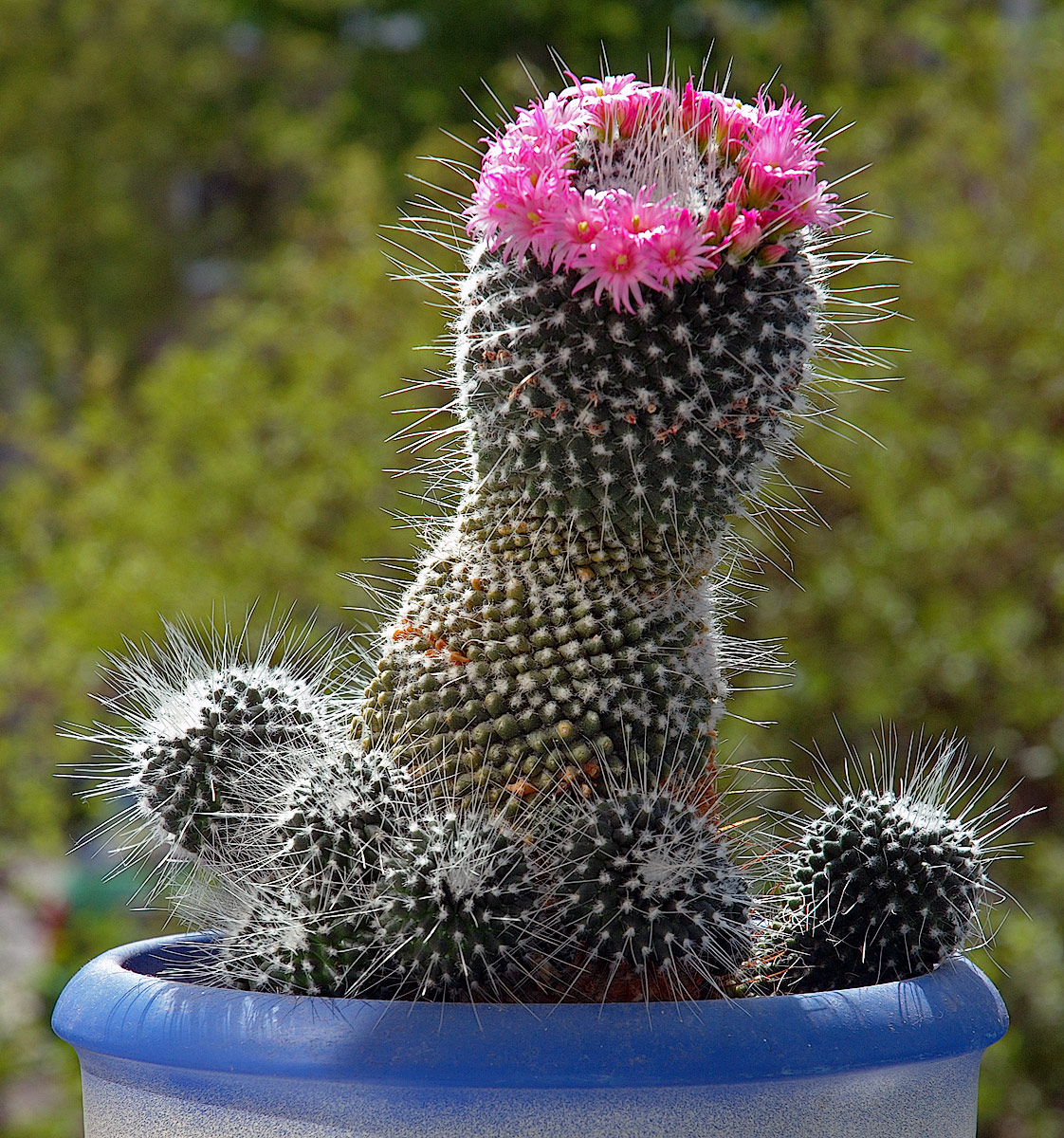
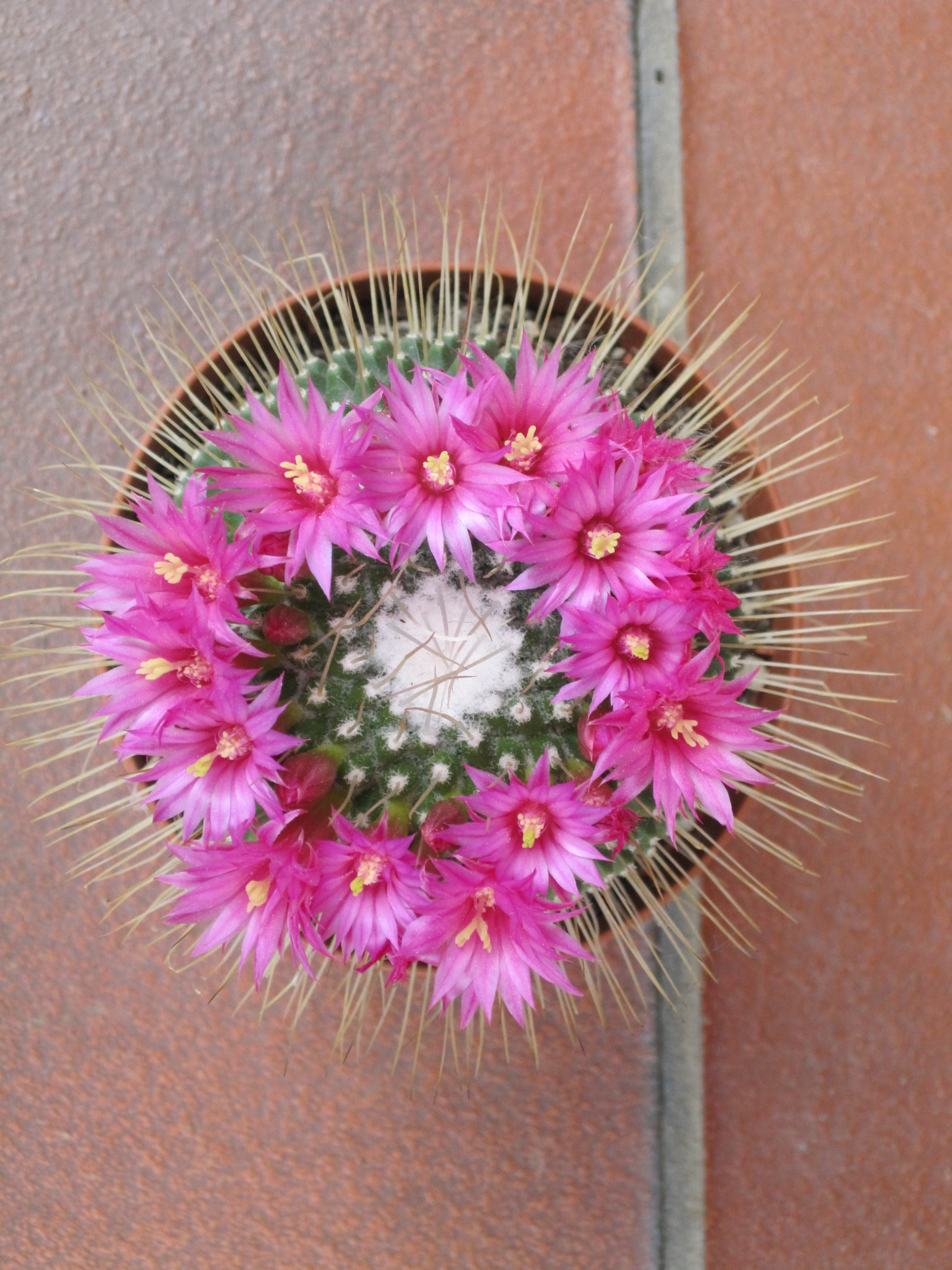
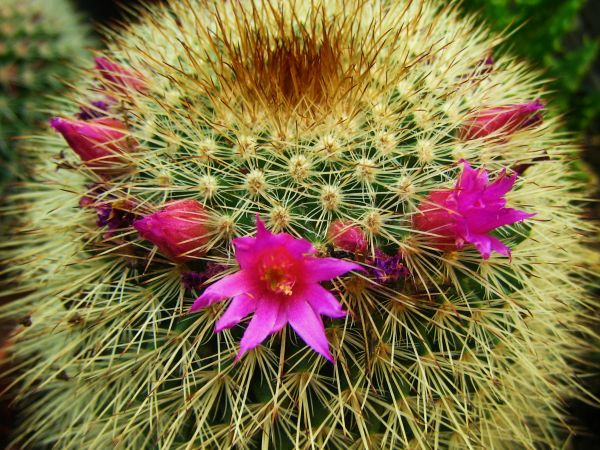